# Vliegveld Buiksloot

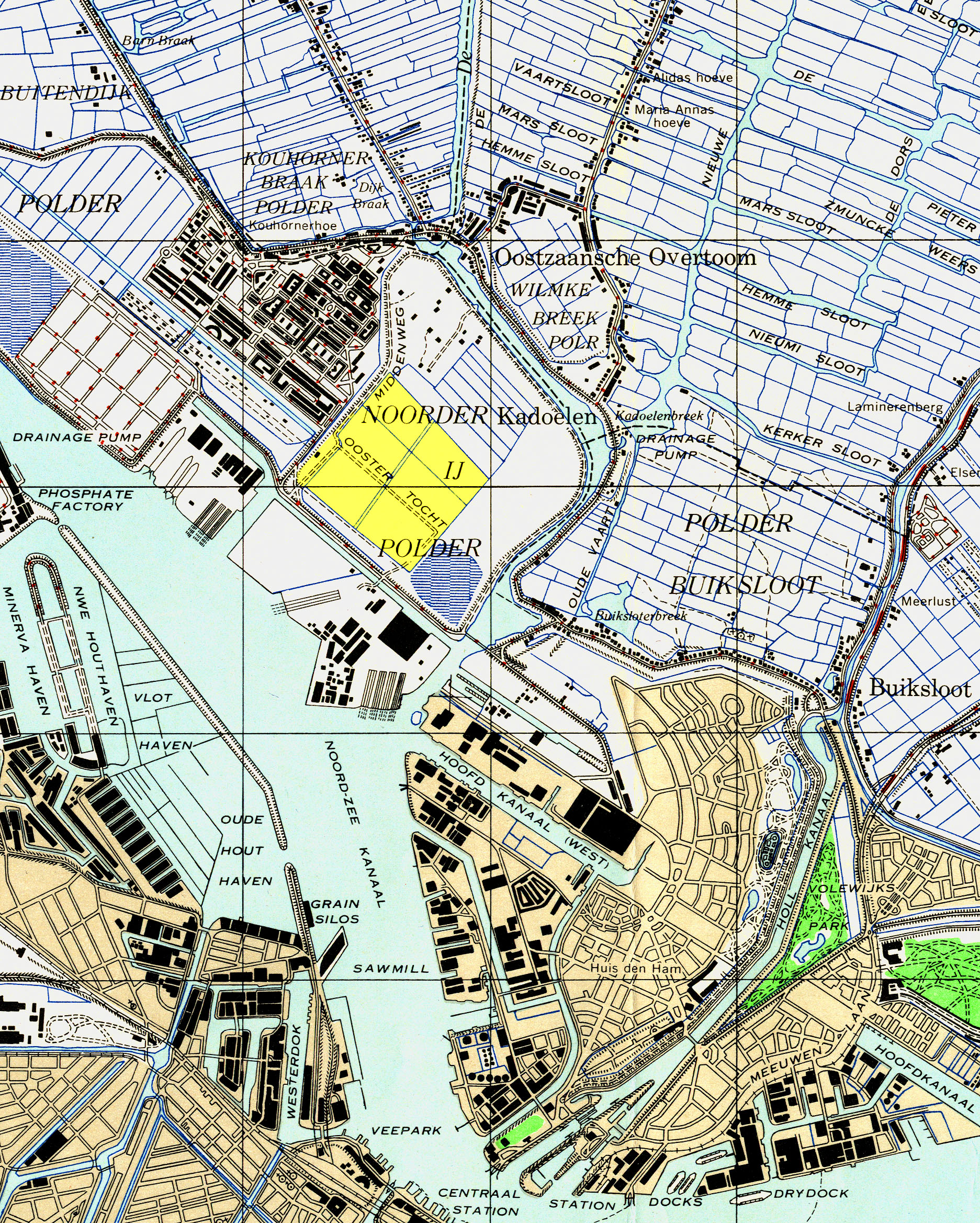
Kaart van het vliegveld Buiksloot, in geel aangeduid

Vliegveld Buiksloot was een vliegveld ten noorden van Amsterdam, gelegen in de Noorder IJpolder. Het vliegveld droeg de naam van de iets oostelijker gelegen polder Buiksloot. Het is in de meidagen van 1940 intensief gebruikt door Nederlandse jachtvliegtuigen.

## Oprichting
Het vliegveld is aangelegd op een voormalig baggerdepot ten oosten van Tuindorp Oostzaan. Het werd in 1938 geopend als een zweefvliegveld voor de Amsterdamsche Club voor Zweefvliegen. Het werd echter ook regelmatig gebruikt voor de nabijgelegen Fokkerfabriek.
Tijdens de mobilisatie kreeg dit veld van de Luchtvaartafdeeling de status van hulpvliegveld. Dit ondanks de slechte kwaliteit van de grasmat en de belabberde thermische condities. Het kreeg de naam Buiksloot, naar de ten oosten gelegen polder. Het beschikte over twee grasbanen met een lengte van ongeveer 600 meter en een breedte van 150 meter. Er werden echter geen vaste toestellen op gestationeerd. In de school, die uitkeek over het veld werd het commando van het vliegveld gestationeerd.

## Tweede Wereldoorlog
Eigenlijk zouden de Fokker D.XXI’s van de 2e Jacht Vliegtuig Afdeeling (2e JAVA) op Buiksloot gestationeerd worden. Maar deze vliegtuigen bleven op Schiphol. Dit kwam door de slechte bodemgesteldheid van Buiksloot. In de meidagen van 1940 gebruikten Nederlandse jachtvliegtuigen het vliegveld intensief. Totdat het vlak voor de overgave onbruikbaar werd gemaakt. Het vliegveld werd ook aan de RAF aangeboden, maar die maakte geen gebruik van het aanbod.
De Duitsers haalden de aangebrachte versperringen weg maar konden verder weinig met het terrein uitrichten. Het kreeg onder de naam ‘Amsterdam-Nord’ de status van noodlandingsterrein. Bij regen was het bijna onbruikbaar. In de zomer van 1943 was het terrein door de Duitsers verlaten, omgeploegd en met palen versperd.

## Na de oorlog
Na de oorlog kreeg het voormalige vliegveld onder meer een bestemming als sportveld. In de jaren 1950-1960 werd op het terrein de wijk Tuttifruttidorp aangelegd. Tegenwoordig is het hele terrein een woonwijk en herinnert niets meer aan het voormalige gebruik. De voormalige school, waarin het commando van het vliegveld ondergebracht was, staat er echter nog.